# Clubiona bakurovi
Clubiona bakurovi este o specie de păianjeni din genul Clubiona, familia Clubionidae, descrisă de Mikhailov, 1990. Conform Catalogue of Life specia Clubiona bakurovi nu are subspecii cunoscute.